# Hiển thị đa đoạn
Hiển thị đa đoạn là tên gọi chung cho các linh kiện hiển thị chữ số và ký hiệu đặc trưng, có thể là một số chữ Latin, trong các thiết bị điện tử bằng các modul chữ số hiển thị (digit) có các thanh (hay đoạn), có thể kèm thêm dấu chấm ("."). Các thanh này được điều khiển mức độ hiện ánh sáng để tạo hình ra chữ số hoặc ký hiệu cần hiện.
Hiện nay một digit tạo hình bằng phổ biến bằng 7-đoạn, 9-đoạn, 14-đoạn hoặc 16-đoạn. Số đoạn được dùng để gọi tên các linh kiện này trong các văn liệu và trong catalog, ví dụ hiển thị 7 thanh. Trong lịch sử còn có chế tạo linh kiện hiển thị 8 thanh và cả 22 thanh.
Hiển thị đoạn được chế tạo thành khối với 1, 2, 4 hay nhiều chữ số (digit). Các khối nhiều chữ số được đặc trưng bởi số chữ số.
Các khối ít chữ số (1 hoặc 2) thường dùng là LED. Những khối chế tạo cho các thiết bị định sẵn, ví dụ cho đồng hồ vạn năng, thì có thể có nhiều chữ số hơn, và thường là màn hình LCD. Loại màn hình này có thể có vùng riêng cho các dấu đặc trưng như dấu Ω, dấu "-",... Chữ số có nghĩa lớn nhất (MSD) có thể chỉ là 2 thanh để hiện đến số "1", và ô màn hình như vậy được gọi với số "nửa digit", ví dụ màn hiện 4 chữ số "1000" thì là "ba digit rưỡi".

Các digit 7-đoạn, 9-đoạn, 14-đoạn và 16-đoạn

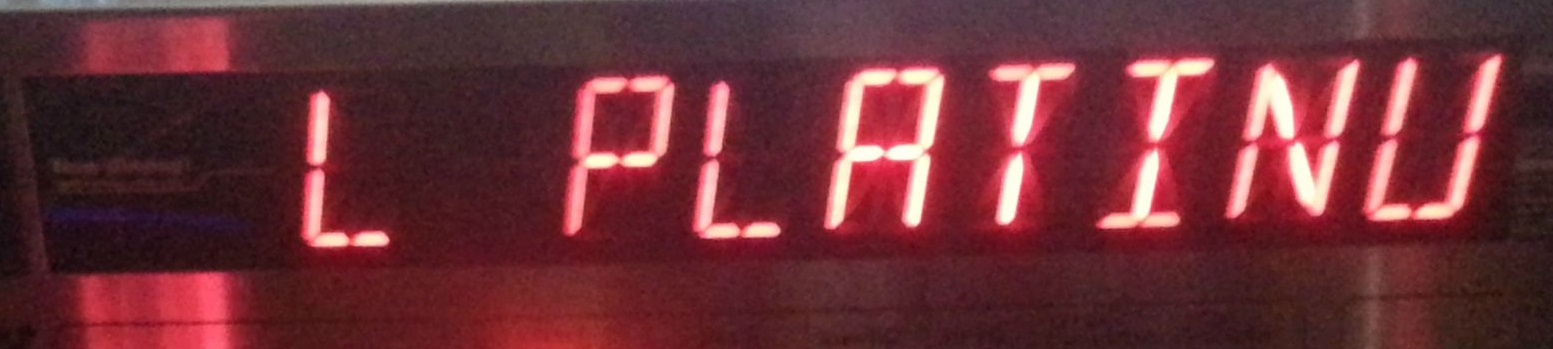
Màn hình 16-đoạn trên máy arcade Beatmania IIDX

## Tên gọi trong tiếng Việt
Trong các văn liệu tiếng Việt khi chỉ rõ số đoạn (segment) thì tên với từ "thanh" và "đoạn" có mức phổ biến gần như nhau, ví dụ "hiển thị 7 đoạn" và "hiển thị 7 thanh" đều được sử dụng.
Tuy nhiên cụm từ "hiển thị đa thanh" dễ gây nhầm lẫn, nên dường như không có văn liệu nào dùng đến.

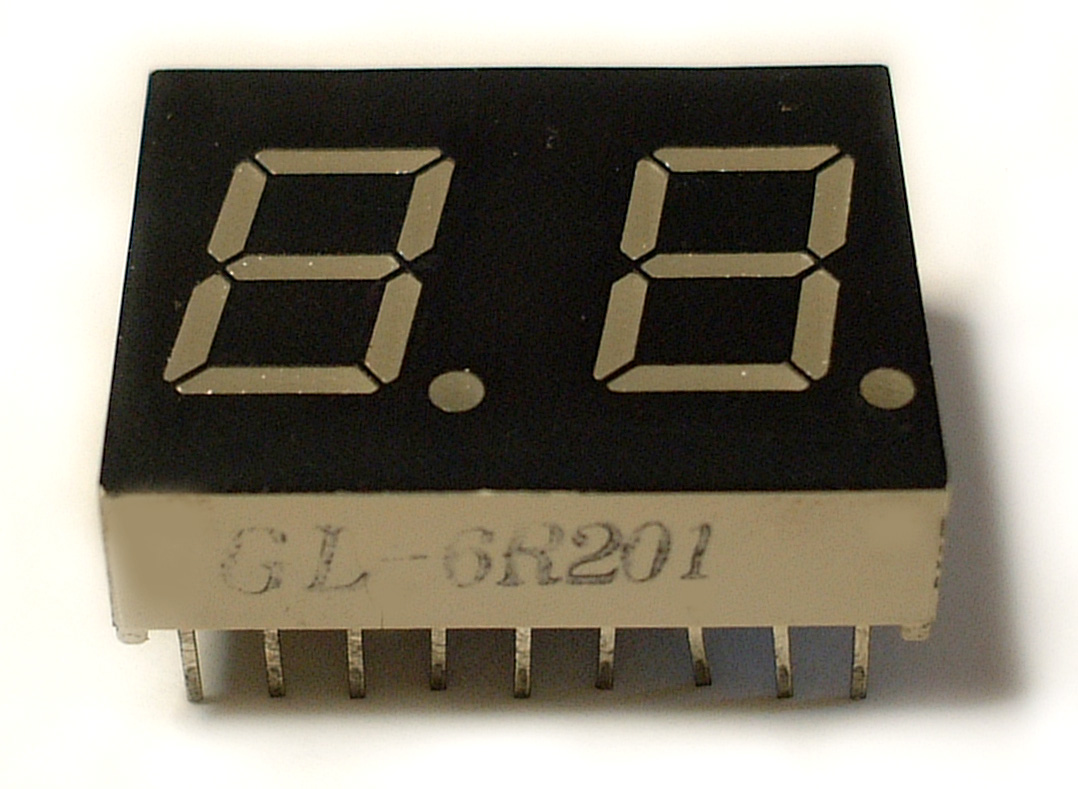
LED 7 đoạn 2-digit
Digit 9-đoạn
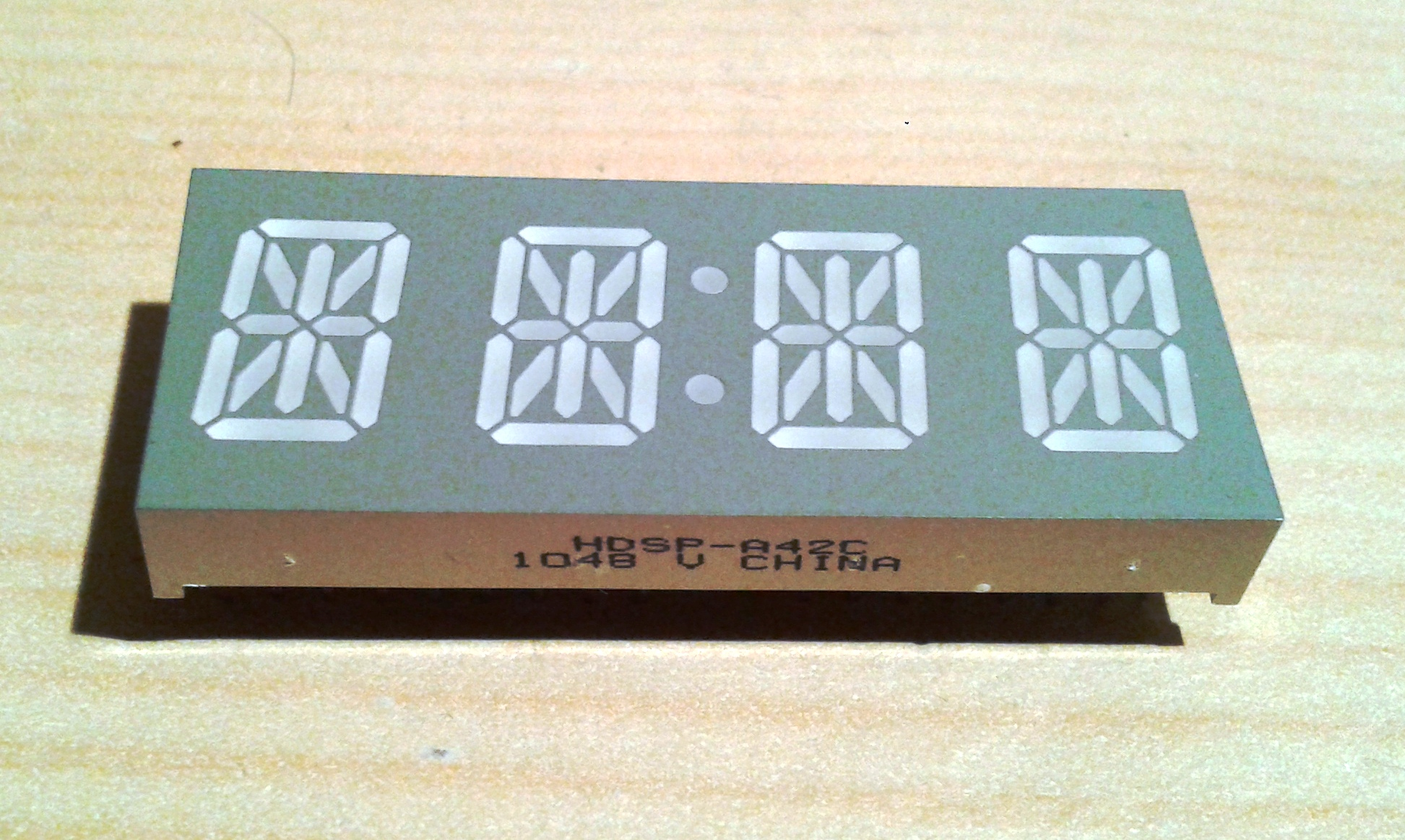
LED 14-đoạn 4 digit
Hiện chữ với 14 đoạn
Digit 16-đoạn

## Hiển thị 7 đoạn
Hiển thị 7 đoạn là loại phổ biến nhất, được chế tạo bằng LED hoặc LCD với 1, 2, 3½ và 4 digit. Ngoài hiện số, 117 trạng thái mã hóa còn lại của 7 thanh cũng được sử dụng để hiển thị trong các cảnh quan khác nhau, gồm hiện số hex quy ước và hiện một số thông báo chữ, ví dụ hiện "Err" báo trạng thái lỗi của thiết bị 

## Hiển thị 9 đoạn
Hiển thị 9 đoạn

## Hiển thị 14 đoạn

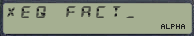
LCD 14-segment trong máy tính bấm tay Hewlett-Packard HP-41 năm 1970

Hiển thị 14 đoạn

## Hiển thị 16 đoạn
Hiển thị 16 đoạn